# Протазанов, Яков Александрович
Я́ков Алекса́ндрович Протаза́нов (23 января [4 февраля] 1881, Москва — 8 августа 1945, Москва) — русский и советский кинорежиссёр, сценарист, актёр. Один из тех, кто стоял у истоков российского кинематографа. Заслуженный деятель искусств РСФСР (1935) и Узбекской ССР (1945).

## Биография

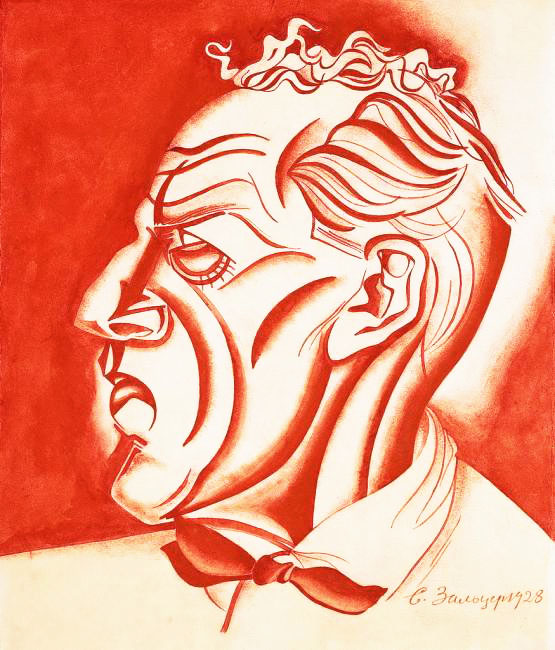
Портрет-шарж Я. Протазанова.
Худ. С. З. Зальцер. 1928.

Яков Протазанов родился в Москве в родовом имении Винокуровых. Был четвёртым ребёнком в купеческой семье. Прадед по отцу Яков Иванович Протазанов был родом из Бронниц, откуда переехал с семьёй в Киев и стал известным купцом, получив звание потомственного почётного гражданина.
Отец Александр Саввич служил в фирме известных русских промышленников братьев Шибаевых. Мать Елизавета Михайловна (в девичестве Винокурова) была коренной москвичкой, выпускницей Елизаветинского института благородных девиц. Большое влияние на Якова оказал его дядя Сергей Михайлович Винокуров, который увлекался театром, был дружен с семьёй Садовских, а под конец жизни сам стал актёром.
В 1900 году окончил Московское коммерческое училище и работал продавцом в московском АО «Шрадер и Ко». В 1904—1906 годах занимался самообразованием во Франции и Италии, где впервые познакомился с кинематографом. В 1907 году пришёл на фирму «Глория» в качестве переводчика испанского кинооператора Сэрано. Затем работал на той же фирме помощником режиссёра у В. Гончарова.
В 1909 году поставил свой первый фильм «Бахчисарайский фонтан». В 1910 году «Глорию» выкупила компания «П. Тиман и Ф. Рейнгардт», которая вскоре заняла лидирующие позиции на отечественном кинорынке. С тем же периодом связано восхождение Протазанова как одного из ведущих режиссёров страны.
Первые фильмы Протазанова — «Песня каторжанина», «Песнь о вещем Олеге» и «Анфиса» пользовались большим успехом. Критика того времени писала о фильме «Песнь о вещем Олеге»: картина «выдержана 〈…〉 какой-то особенно присущей пушкинскому стиху тональностью 〈…〉 в работе чувствуется 〈…〉 заметно прогрессирующее любовное отношение к русской истории 〈…〉 неподражаемы 〈…〉 сцена смерти Олега, снятая против солнца, удивляет глубиной рельефа фигур, а самый пейзаж — поэтической дымкой залитых светом берёзок». В фильме «Анфиса», по словам самого Протазанова, участие известных театральных актёров «задерживало применение средних и крупных планов».
В 1911 году женился на Фриде Васильевне Кеннике, немке, сестре одного из основателей «Глории». Из открывшихся ныне архивов стало  доподлинно и документально известно, что их единственный сын Георгий (наполовину немец) в начале войны попал в плен, после Победы был интернирован, но на Родину так и не попал.
В 1912—1913 годах Протазанов поставил два биографических фильма: запрещённый к прокату в Российской империи «Уход великого старца» о Льве Толстом, вызвавший бурю негодования, и «Как хороши, как свежи были розы…», охватывающий жизненный путь Ивана Тургенева. По мнению критики, «повседневная жизнь наших великих художников ещё мало изучена и бедна деталями, но и такая она производит сильное впечатление».

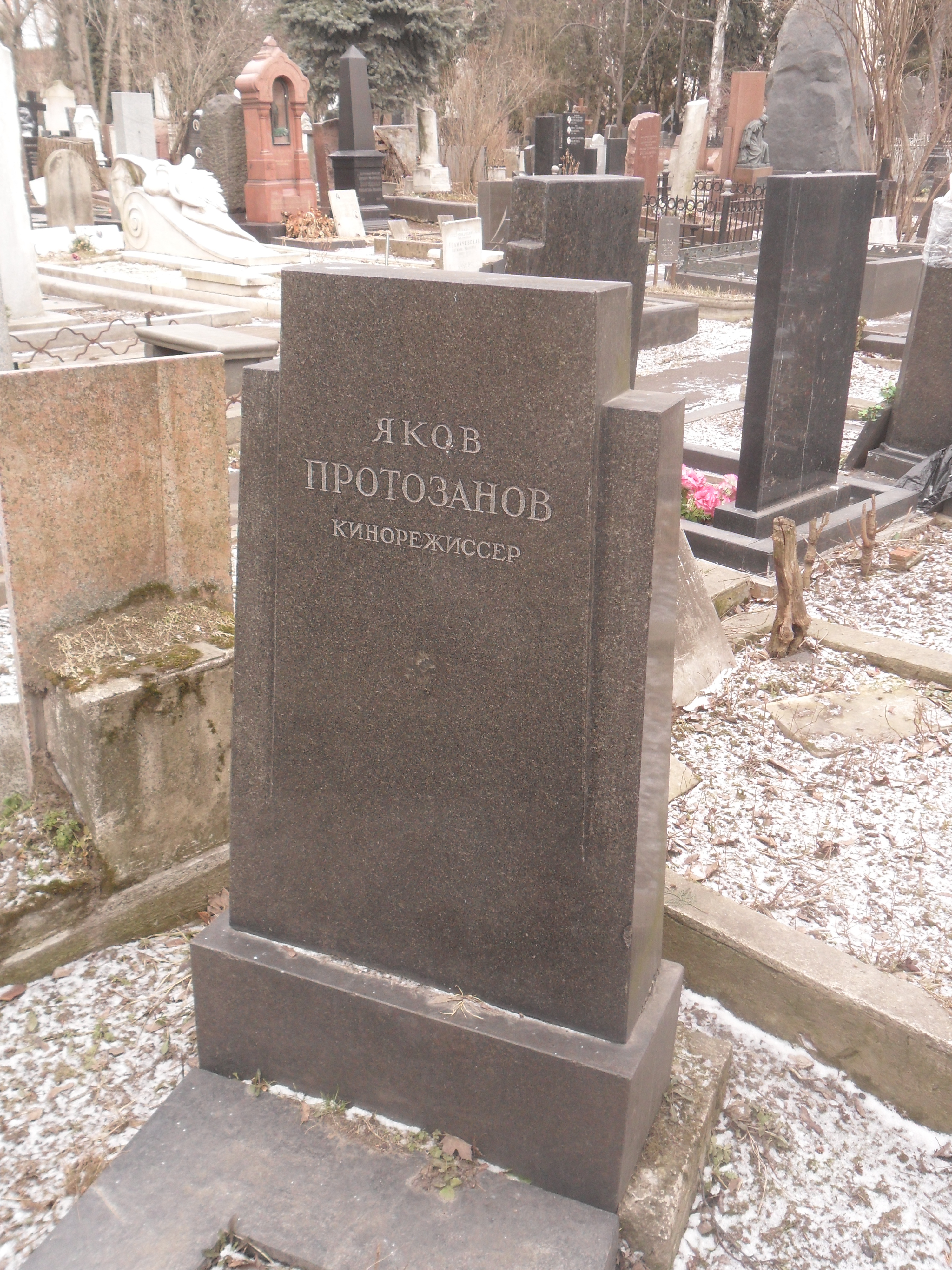
Могила Протазанова на Новодевичьем кладбище Москвы.

В 1913 году Протазанов поставил уже 15 фильмов, включая эпизод из битвы под Аустерлицем «За честь русского знамени», драму «Ключи счастья», пользовавшуюся огромных коммерческим успехом, фарсы «Один насладился, другой расплатился» и «Сделайте ваше одолжение», драму «Рукою матери» (по воспоминаниям Софьи Гиацинтовой, было два финала: счастливый — для заграницы, и трагический — для России), а также инсценировки балетов «Музыкальный момент», «Ноктюрн Шопена» и «О чём рыдала скрипка».
В 1914 — 1915 годах продолжились творческие искания Протазанова. Среди его заметных работ — экранизации «Бесов» Достоевского («Николай Ставрогин», по мнению критика Семёна Гинзбурга, «был одним из крупнейших художественных достижений дореволюционной кинематографии»), «Дьявола» и «Войны и мира» Толстого (последний ставился в порядке конкуренции с фирмами Ханжонкова и Талдыкина). Это также авантюрно-приключенческие фильмы «Арена мести», «Сашка-семинарист» и «Петербургские трущобы» (четырёхсерийный фильм по одноимённому роману Крестовского), киноскетчи «На скамье подсудимых» и «Пляска среди мечей» (ряд сцен в концертном исполнении, снятых для гастрольного турне Владимира Максимова и Веры Каралли; оба фильма смонтированы из одного и того же материала) и фильм «Драма у телефона», в котором «едва ли не впервые в кинематографии был применён принцип „полиэкрана“, то есть одновременного показа изображений разных событий». «В центре экрана зрители видели грабителей, которые ломились в дачу, в левой части — изображение мужа, говорящего по телефону, в правой части — жены, вызывающей мужа домой. В нижней части экрана в этих кусках размещались субтитры, передающие диалог между мужем и женой».
В 1916 году продолжаются творческие искания Протазанова. В фильме «Суд божий» была использована съёмка важных деталей (нож, звонок) крупным планом. Экранизация повести Толстого «Семейное счастье», согласно С. Гинзбургу, был одним из трёх фильмов Протазанова (другие — «Андрей Кожухов» и «Отец Сергий»), которые не кончались трагически; в то же время фильм, по мнению Гинзбурга, «оказался серьёзной неудачей режиссёра 〈…〉 не поднялся над обычным уровнем посредственных киноиллюстраций». В фильме «Так безумно, так страстно хотелось ей счастья» В. Вишневский отметил «занимательный, интересно поставленный сюжет». Фильмы «Женщина с кинжалом», «Панна Мэри», «Тася», по мнению кинокритики, представляли интерес исключительно благодаря участию в главной роли О. Гзовской.
В 1917 году Протазанов ставил революционно-разоблачительные фильмы («Андрей Кожухов», «Не надо крови»), которые, по мнению С. Гинзбурга и В. Вишневского, были лучшими фильмами на эту тему. О фильме «Не надо крови» рецензент писал: «Революция оказала благодетельное влияние на кинематографическое искусство. В затхлый, удушливый воздух салонно-любовных сюжетов ворвалась свежая струя 〈…〉 Впервые мы увидели на экране потрясающе просто и безыскусственно рассказанную драму…» Удачной названа картина «Прокурор» (1917).
Шедевры Протазанова — фильмы «Николай Ставрогин», «Пиковая дама» и «Отец Сергий».
В 1920 году вместе с группой актёров и режиссёров кинофирмы И. Ермольева эмигрировал и работал во Франции, Германии, в кинофирмах Пате, Гомон, «Альбатрос», УФА, где в период с 1920 по 1923 год снял ряд фильмов — «За ночь любви», «Правосудие прежде всего», «Тень греха», «Паломничество любви», «Страшное приключение».
В 1923 году вернулся в СССР и на фабрике «Межрабпом-Русь» снял ряд известных авантюрных и комедийных фильмов: «Аэлита», «Процесс о трёх миллионах», «Белый орёл», «Закройщик из Торжка», «Праздник святого Иоргена» и др. Во время Великой Отечественной войны, в эвакуации в Ташкенте снял фильм «Насреддин в Бухаре».
Протазанов был первооткрывателем талантов многих киноактёров: Ивана Мозжухина, Игоря Ильинского, Михаила Жарова.

## Яков Протазанов и советский киноавангард
Режиссёр Протазанов был спорной фигурой в среде кинематографистов и кинотеоретиков-современников. Несомненно успешный студийный режиссёр, чьи фильмы всегда собирали прибыль в прокате, любимец Луначарского, в своё время воспринимался как «глава» коммерческого кино, особенно такое мнение было распространено в авангардные советские 20-е годы. Впрочем, дискуссия о стиле Протазанова-режиссёра не утихает и сейчас: так, одни называют его приверженцем традиций дореволюционного кинематографа, не привнесшим ничего новаторского в советское кино, другие же видят в нём искусного «хамелеона», авангардиста, заимствующего приёмы у кинематографистов-передовиков, способного адаптироваться к любым требованиям времени.
Вероятно, говоря о высшем эшелоне советского киноавангарда, трудно поставить Протазанова в один ряд с Эйзенштейном, Вертовым и Кулешовым. Тем не менее в отношении к дореволюционному кино Протазанов применял приёмы по сути своей модернистские. Прежде всего, нужно сказать о монтаже и построении кадра. Работая по принципам дозвукового кино (тут всё стандартно — глубинная мизансцена, театральность кадра), уже в своих ранних работах Протазанов вводит новые приёмы, зачастую заимствуя их у режиссёров-модернистов. В целом они были характерны для раннего кино — трансформация пространства за счёт зеркал, лестниц, арок, изощрений с диафрагмой камеры, однако есть и определённо новаторские черты, принадлежащие Протазанову. Например, в фильме «Драма у телефона» (1914), к сожалению не сохранившемуся, впервые в российском кино использует поликадр (несколько сегментов, включающих в себя телефонный разговор, основное действие и интертитры в одном кадре). Первопроходцем Протазанов стал и в отношении двойной экспозиции и использования документальной съёмки в игровом фильме. Его фильм «Уход великого старца» включал в себя документальные кадры из жизни Льва Толстого, который в одном кадре как бы «ходил по небу» одновременно с актёром, игравшим его. Хотя кинотеоретики не могут чётко определить, каковы специфические протазановские черты монтажа, поскольку приёмы, которые он использовал, менялись от фильма к фильму — скорее сама его своеобразная «всеядность» и есть характерная черта Протазанова.
Помимо межкадрового монтажа Протазанов экспериментировал и с внутренним построением кадра — и здесь вновь Протазанов скорее копирует, чем всецело предаётся приёму, используя его ради него самого. В отличие, например, от Бауэра с его тщательной работой с внутренней организацией кадра, тенями, интерьерами, задающими внутренний ритм и тон кадра, Протазанов вводит скорее приём «бульварного кинематографа», как бы «никак» не изощряясь с внутренним построением кадра — пользуясь при этом многообразием орнаментировки интерьера, сознательно допускает «дурновкусие», переводя его в разряд приёма. Помимо этого, ощутимо влияние (или в случае Протазанова — использование) эстетики, присущей немецкому экспрессионизму — каноническим примером этого является тень Германа в «Пиковой даме», становящаяся главным героем, замещая в кадре актёра И. Мозжухина. Экспрессионистскими можно назвать и декоративно-условные декорации к «Аэлите», первому фантастическому фильму в СССР.
Советское кино, в начале 1920-х годов находившееся в поисках собственного киноязыка, искало примеры и за рубежом — ключевой фигурой для русских авангардистов стал Д. У. Гриффит, отец американского кинематографа. Его смотрели, у него учились и Кулешов, и Эйзенштейн (который также занимался тем, что перемонтировал его фильмы), и в том числе Протазанов, чей фильм «Драма у телефона» представляет собой русскую версию гриффитского фильма «Уединённая вилла».
Как и Кулешов, Протазанов создал собственную актёрскую школу. В своих фильмах он использовал актёра как основное средство выразительности. Как отмечает Н. Зоркая: «Протазановский актёрский кинематограф — это кинематограф актёрского самовластия». Картины Протазанова называют «живым театром» — действительно, близость к русскому психологическому театру, схожесть работы Протазанова с методом К. Станиславского (множественные репетиции перед съёмками, разработка психологического портрета персонажа), в целом разнообразие характеристик привлекало многих молодых талантливых актёров. Можно с уверенностью сказать, что именно Протазанов открыл многих звёзд раннего советского кино: И. Ильинский, для которого «Аэлита» стала первым фильмом в его карьере, впоследствии он также снялся в «Процессе о трёх миллионах» и «Празднике святого Йоргена»; О. Гзовская, В. Качалов, М. Жаров, А. Кторов и главная звезда Протазанова, «король русского экрана» — И. Мозжухин.
Протазанов действительно уникальный случай в истории отечественного кино, он постоянно экспериментировал с жанрами — на его счету первый фантастический фильм в СССР («Аэлита»); множественные экранизации русской классики; фильм о Ленине, одновременно являющийся и приключенческим, и предвестником соцреализма («Его призыв»), революционный фильм «41-й», впоследствии переснятый Г. Чухраем (однако, многими критиками именно фильм Протазанова отмечается как наиболее удачно передавший трагедию гражданской войны, и в этом его можно считать вполне новаторским, так как до Протазанова эта тема не раскрывалась); эксцентрическая криминальная комедия «Процесс о трёх миллионах» в духе американских авантюрных фильмов; а также жёсткая сатира — например, «Праздник святого Йоргена» и «Чины и люди».
Подтверждением связи Протазанова и авангарда может также служить его влияние на других режиссёров, к примеру, во время эмиграции Протазанов работал с Рене Клером, который в дальнейшем именно его называл своим учителем. Связь дореволюционного кино (и Протазанова в частности) с французским авангардом часто подчёркивается киноведами. «Традиционализм» дореволюционного (эмигрантского) кино стал почвой для его развития — так, в эмиграции, именно русская студия «Альбатрос» стала началом для авангардных французских режиссёров первого ряда — Жана Эпштейна, Марселя Л’Эрьбье, Рене Клера, Жака Фейдера.
И всё же, в чём суть претензий советского авангарда к Протазанову, почему он не принимал его? Обвинения в театральщине, «кинематографической пошлости» сыпались на него в своё время часто. Протазанов всё время как бы стоял в стороне от основных модернистских течений начала XX века с их поиском киноязыка и выработкой авторских приёмов. В этом понимании он бы режиссёром «традиционалистским». Однако стоит сказать, что режиссёры раннего кино, с которыми начинал Протазанов, занимавшиеся как раз таки новаторством, П. Чардынин, Ч. Сабинский, В. Гардин, Е. Бауэр, собственными приёмами исчерпывались, и были закрыты для нового, не вписывавшегося в их системы. И в этой ситуации Протазанов оказался в гораздо более выгодной ситуации: умело пользовавшийся чужими приёмами, он не был ограничен системой собственного киноязыка и был способен работать с любым материалом. «Примечательно, что, перейдя к Ермольеву, он выговорил себе право самому выбирать темы и материал для трети, кажется, от общего числа постановок (между прочим, и на родину он вернулся в 1923 г. на этих условиях). А в тех случаях, когда не находил в материале ничего значительного для себя, — просто воспроизводил требуемое на профессиональном уровне». Это, в свою очередь, сыграло, возможно, решающую роль в карьере Протазанова: он никогда не оставался без работы, в отличие от своих коллег, вытесненных новым поколением авангардистов.
Подчиняя приёмы нуждам киноматериала, Протазанов таким образом выработал свой собственный способ работы с ними. «Здесь-то обнаруживается самое интересное. Попадая в пространство протазановского кинематографа, чужой приём не только не маскируется, но напротив — даже слегка гипертрофируется, балансируя на тончайшей грани между стилизацией и пародией». Именно разнообразие материала диктовало Протазанову выбор приёмов — именно «презрение к приёму» стало для него «приёмом». «Неноваторство», а вовсе не консерватизм и традиционализм, по мнению Н. Зоркой, отличает Протазанова.
В среде коллег-режиссёров к Протазанову относились также неоднозначно. Лев Кулешов ещё в самом начале своей карьеры писал о Протазанове следующее: ««Когда наблюдаешь стойкую работу у нас в СССР людей, пытающихся сделаться киномастерами, дабы в ближайшем будущем создать советский экран, разрешающий и демонстрирующий наши революционные задачи и темы, становится страшно 〈…〉 И у нас выпущена «Аэлита», с начала и до конца заражённая дурной болезнью 〈…〉 Итак, для разрешения поставленных революцией тем необходимо большое мастерство. Ему нужно научиться, и молодёжь ему учится. На пути изучения и совершенствования киноремесла стоят люди, наспециализировавшиеся на старом искусстве. Они наши враги». Очевидно, из каких позиций говорит Кулешов — молодой новатор, желающий разрушить старое и построить собственную систему киноязыка. Подобного мнения о Протазанове были, к примеру, В. Маяковский («Ярким представителем театральщины на экране является всегда аккуратный и точный Протазанов»), В. Шкловский. Все они не признавали авторитета Протазанова, считая его символом старой культуры. Однако ещё до революции Протазанов отличался высокой культурой и интересом прежде всего к психологизму — мы видим это и в частом обращении к литературным произведениям, и в особенности работе с актёрами реалистической школы. Казалось бы, психологизму нет места в авангардистском понимании революции, однако «для него, в силу творческого склада, было характернее исследовать революцию через частное, сугубо индивидуальное. Совершенно естественно, что он не мог создать ничего приблизительно похожего на масштабные эпические полотна Эйзенштейна. Его профессиональные приёмы определялись его взглядом на жизнь». В отличие от молодых авангардистов, Протазанов встретил революцию уже сложившимся человеком — побывав в эмиграции, Протазанов иначе смотрел на эти события, для него это была личная история — именно поэтому психологизм и личный, «человечный» подход был ближе для него, чем образ борцов-революционеров, героев С. Эйзенштейна, В. Пудовкина, А. Довженко.
Сам Эйзенштейн, в свою очередь, не относился радикально отрицательно к фильмам Протазанова, считая, например, фильм Протазанова «Уход великого старца» одним из лучших фильмов дореволюционного кино, восхищаясь профессиональными качествами Протазанова. Говоря о нём, Эйзенштейн рассуждает о двух видах биографий: одни занимаются самоэпигонством, и развивают только свой стиль; другие же каждый раз создают новое: «А у нас драматические биографии: мы отрицаем себя прошлого, таким образом, создавая неожиданно себя настоящего». Протазанова, в свою очередь, также вряд ли можно упрекнуть в скептическом отношении к русскому киноавангарду: так, например, он тепло относился к Пудовкину, называя свой фильм «Белый орёл» в шутку второй частью «Матери» Пудовкина. Видимо, не всё так очевидно в противостоянии «классического» авангарда и «традиционализма».
Сам Протазанов при всей своей «всеядности» был режиссёром с сформированной позицией: «изображать режиссёра фигурой, сотканной из внутренних противоречий, так же неверно, как рисовать его сознательным консерватором или последовательным борцом за советское реалистическое киноискусство. Протазанов в революционные годы всегда искренне хотел создавать нужные Советской власти картины, чего от него и ждали».
Представляется сложным определить характерные протазановские черты, однако, этому есть довольно простое объяснение. Яков Протазанов, будучи студийным режиссёром, во-первых, был ограничен тем условиями студии, однако, и отсюда вытекает следующий вывод. Протазанов — не режиссёр, работающий в соответствии с концепцией авторства, поставивший своё личное видение в приоритет; нет, напротив, в сущности, он режиссёр студии, наподобие японских режиссёров К. Мидзогути и М. Нарусэ, личность которых не определяла фильмы, фильмы их создавались по запросам студий. И в этом случае Протазанов — это большой профессионал, умело использующий новаторские приёмы. Сложность определения Протазанова-автора в данном случае обусловлена нашим восприятием понятий «авангард» и «новаторство», и скорее свидетельствует о том, что авангард начала XX века генетически принадлежит не только режиссёрам-авторам, таким как С. Эйзенштейн, Д. Вертов и Л. Кулешов, но и в целом ранней советской киноиндустрии.

## Признание и награды
- Заслуженный деятель искусств РСФСР (1935) и заслуженный деятель искусств Узбекской ССР (1945).
- Международная выставка декоративных искусств в Париже (1925) — Почётный диплом[18].
- Международная выставка декоративных искусств в Париже (1937) (Золотая медаль, фильм «Бесприданница»)

## Фильмография

### Режиссёрские работы
1. 1909 — Бахчисарайский фонтан (1 ч., 180 м.) (не сохранился)
2. 1910 — Майская ночь, или утопленница (совместно с В. Кривцовым) (1 ч., 245 м.) (не сохранился)
3. 1910 — Первый винокур (совместно с В. Кривцовым) (1 ч., 321 м.) (не сохранился)
4. 1911 — Песнь о вещем Олеге (1 ч., 285 м.) (не сохранился)
5. 1911 — Песня каторжанина (1 ч., 380 м.) (сохранился не полностью: фрагмент)
6. 1912 — Анфиса (4 ч., 860 м.) (не сохранился)
7. 1912 — Пригвождённый (2 ч., 625 м.) (не сохранился)
8. 1912 — Уход великого старца (4 ч., 800 м.)
9. 1913 — За честь русского знамени (2 ч., 730 м.) (не сохранился)
10. 1913 — Как рыдала душа ребёнка (3 ч., 260 м.) (не сохранился)
11. 1913 — Как хороши, как свежи были розы… (2 ч., 715 м.) (не сохранился)
12. 1913 — Клеймо прошедших наслаждений (2 ч., 862 м.) (не сохранился)
13. 1913 — Ключи счастья (совместно с В. Гардиным) (10 ч., 4700 м.) (не сохранился)
14. 1913 — Купленный муж (3 ч., 960 м.) (не сохранился)
15. 1913 — Любовь японки (совместно с К. Ганзеном) (3 ч., 775 м.) (не сохранился)
16. 1913 — Музыкальный момент (1 ч., 150 м.) (сохранился (не полностью?))
17. 1913 — Ноктюрн Шопена (2 ч., 150 м.) (сохранился (не полностью?))
18. 1913 — О чём рыдала скрипка (3 ч., 1195 м.) (не сохранился)
19. 1913 — Один насладился, другой расплатился (2 ч., 400 м.) (сохранился не полностью: 1 часть)
20. 1913 — Разбитая ваза (2 ч., 700 м.) (не сохранился)
21. 1913 — Рукою матери (4 ч., 866 м.) (не сохранился)
22. 1913 — Сделайте ваше одолжение (1 ч., 258 м.) (не сохранился)
23. 1913 — Сын палача (2 ч., 594 м.) (не сохранился)
24. 1914 — Амур, Артур и Ко (2 ч., 625 м.) (не сохранился)
25. 1914 — Арена мести (4 ч., 1140 м.) (не сохранился)
26. 1914 — Блюститель нравственности (3 ч., 950 м.) (не сохранился)
27. 1914 — Гнев Диониса (5 ч., 1650 м.) (не сохранился)
28. 1914 — Детская преступность и борьба с ней (документальный) (3 ч., 1450 м.) (не сохранился)
29. 1914 — Драма у телефона (2 ч., 600 м.) (не сохранился)
30. 1914 — Дьявол (4 ч., 1075 м.) (не сохранился)
31. 1914 — Ёлка (1 ч., 184 м.) (не сохранился)
32. 1914 — Женщина захочет — чёрта обморочит (2 ч., 630 м.) (не сохранился)
33. 1914 — Живой манекен (2 ч., 650 м.) (не сохранился)
34. 1914 — Зуб мудрости (2 ч., 720 м.) (не сохранился)
35. 1914 — Лицо войны (1 ч., 425 м.) (не сохранился)
36. 1914 — Мимо жизни (4 ч., 1258 м.) (не сохранился)
37. 1914 — На скамье подсудимых (3 ч., 1030 м.) (не сохранился)
38. 1914 — Обезьянка выручила (1 ч., 265 м.) (не сохранился)
39. 1914 — Пляска среди мечей (2 ч.) (не сохранился)
40. 1914 — Произведение искусства (2 ч., 400 м.) (не сохранился)
41. 1914 — Рождество в окопах (1 ч., 243 м.) (сохранился не полностью: 207 метров)
42. 1914 — Танго (1 ч., 125 м.) (не сохранился)
43. 1914 — Танец вампира (1 ч., 84 м.) (не сохранился)
44. 1915 — Война и мир (совместно с В. Гардиным) (10 ч., 3000 м.) (не сохранился)
45. 1915 — Депутат (3 ч.) (не сохранился)
46. 1915 — На окраинах Москвы (4 ч., 1400 м.) (не сохранился)
47. 1915 — Наташа Проскурова (4 ч., 1550 м.) (не сохранился)
48. 1915 — Не подходите к ней с вопросами (4 ч., 1491 м.) (не сохранился)
49. 1915 — Николай Ставрогин (6 ч., 2200 м.) (не сохранился)
50. 1915 — Петербургские трущобы (совместно с В. Гардиным) (16 ч., 5889 м.) (не сохранился)
51. 1915 — Плебей (4 ч.) (сохранился не полностью: 1 часть)
52. 1915 — Сашка-семинарист (также приписывается Ч.Сабинскому) (18 ч., 5535 м.) (сохранился не полностью: 2 части)
53. 1915 — Тайна Нижегородской ярмарки (4 ч., 1270 м.) (не сохранился)
54. 1915 — Чайка (4 ч., 1350 м.) (не сохранился)
55. 1915 — Я и моя совесть (5 ч., 1830 м.) (не сохранился)
56. 1916 — Вниз по матушке по Волге (8 ч., 2665 м.) (не сохранился)
57. 1916 — Во власти греха (7 ч.) (не сохранился)
58. 1916 — Грех (6 ч., 1940 м.) (не сохранился)
59. 1916 — Женщина с кинжалом (5 ч., 1650 м.) (не сохранился)
60. 1916 — Запрягу я тройку борзых, тёмнокарих лошадей (4 ч., 1071 м.) (не сохранился)
61. 1916 — И песнь осталась недопетой (5 ч., 1535 м.) (не сохранился)
62. 1916 — Не пожелай жены ближнего своего (5 ч., 1850 м.) (не сохранился)
63. 1916 — Нищая (4 ч., 1594 м.)
64. 1916 — Панна Мэри (8 ч., 2480 м.) (не сохранился)
65. 1916 — Пиковая дама (6 ч., 2300 м.)
66. 1916 — Пляска смерти (5 ч.) (не сохранился)
67. 1916 — Семейное счастье (4 ч., 1170 м.) (не сохранился)
68. 1916 — Суд божий (5 ч., 1400 м.) (не сохранился)
69. 1916 — Так безумно, так страстно хотелось ей счастья (4 ч., 1250 м.) (не сохранился)
70. 1916 — Тася (4 ч.) (не сохранился)
71. 1917 — Андрей Кожухов (8 ч., 2264 м.) (не сохранился)
72. 1917 — Её влекло бушующее море (не сохранился)
73. 1917 — Крестный путь (5 ч.) (не сохранился)
74. 1917 — Не надо крови (5 ч.) (сохранился не полностью: 1-я, 2-я, 5-я части)
75. 1917 — Проклятые миллионы (8 ч.) (не сохранился)
76. 1917 — Прокурор (5 ч., 1750 м.) (не сохранился)
77. 1917 — Сатана ликующий (10 ч., 3683 м.) (сохранился не полностью: отсутствуют финальные сцены в обеих сериях)
78. 1918 — Богатырь духа (6 ч., 1440 м.)
79. 1918 — Горничная Дженни (6 ч., 1793 м.)
80. 1918 — Малютка Элли (6 ч., 1700 м.) (сохранился не полностью: 4 части)
81. 1918 — Немой страж (не сохранился)
82. 1918 — Отец Сергий (7 ч., 1920 м.)
83. 1918 — Человек у решётки (не сохранился)
84. 1919 — Голгофа женщины (5 ч.) (не сохранился)
85. 1919 — Дитя чужого (не сохранился)
86. 1919 — Правда (не сохранился)
87. 1919 — Тайна королевы (не сохранился)
88. 1919 — То надежда, то ревность слепая (не сохранился)
89. 1919 — Чёрная стая (6 ч., 1445 м.) (не сохранился)
90. 1919 — Член парламента (7 ч., 1800 м.)
91. 1920 — Страшное приключение («Ужасная авантюра») (Франция)
92. 1921 — За ночь любви (Франция)
93. 1921 — Правосудие прежде всего (Франция)
94. 1921 — Le sens de la mort / Смысл смерти (Франция)
95. 1922 — Тень греха (Франция)
96. 1923 — Паломничество любви (Германия)
97. 1923 — Член парламента (Россия)
98. 1924 — Аэлита (СССР)
99. 1925 — Его призыв («23 января») режиссёр (СССР)
100. 1925 — Закройщик из Торжка (СССР)
101. 1926 — Процесс о трёх миллионах (СССР)
102. 1927 — Дон Диего и Пелагея («Дело Пелагеи Дёминой») режиссёр (СССР)
103. 1927 — Сорок первый (СССР)
104. 1927 — Человек из ресторана (СССР)
105. 1928 — Белый орёл (СССР)
106. 1929 — Чины и люди («Чеховский альманах») (СССР) при участии М. Доллера
107. 1930 — Праздник святого Иоргена (СССР)
108. 1931 — Томми (СССР)
109. 1934 — Марионетки (СССР) при участии П. Подобеда
110. 1936 — Бесприданница (СССР)
111. 1936 — О странностях любви (СССР)
112. 1938 — Семиклассники (СССР)
113. 1941 — Салават Юлаев (СССР)
114. 1943 — Насреддин в Бухаре (СССР)

### Сценарные работы
- 1909 — Бахчисарайский фонтан — дебют Протазанова, считается утраченным, автор сценария
- 1910 — Майская ночь, или Утопленница (Россия) автор сценария совм. с В. Кривцовым
- 1910 — Первый винокур (Россия) автор сценария совм. с В. Кривцовым
- 1910 — Песнь каторжанина (Россия) автор сценария
- 1911 — Песнь о вещем Олеге (Россия) автор сценария
- 1912 — Пригвождённый (Россия) автор сценария
- 1913 — За честь русского знамени (Россия) автор сценария
- 1913 — Как рыдала душа ребёнка (Россия) автор сценария
- 1913 — Как хороши, как свежи были розы… (Россия) автор сценария
- 1913 — Разбитая ваза (Россия) автор сценария
- 1914 — Гнев Диониса (Россия) автор сценария
- 1914 — Дьявол (Россия) автор сценария
- 1914 — Произведение искусства (Россия) автор сценария
- 1914 — Рождество в окопах (Россия) автор сценария
- 1915 — Война и мир (Россия) автор сценария совм. с В. Гардиным
- 1915 — Николай Ставрогин (Россия) автор сценария
- 1915 — Плебей (Россия) автор сценария
- 1915 — Тайна Нижегородской ярмарки (Россия) автор сценария
- 1916 — Вниз по матушке, по Волге (Россия) автор сценария
- 1916 — Не пожелай жены ближнего твоего (Россия) автор сценария
- 1916 — Панна Мэри (Россия) автор сценария
- 1916 — Пиковая дама (среднеметражный, Россия) автор сценария
- 1917 — Андрей Кожухов (Россия) автор сценария
- 1917 — Её влекло бушующее море (короткометражный, Россия) автор сценария
- 1917 — Не надо крови (Россия) автор сценария
- 1918 — Горничная Дженни (Россия) автор сценария
- 1918 — Малютка Элли (Россия) автор сценария
- 1918 — Немой страж (Россия) автор сценария
- 1918 — Чёрная стая (Россия) автор сценария
- 1919 — Тайна королевы (короткометражный, Россия) автор сценария
- 1926 — Процесс о трех миллионах (СССР) автор сценария
- 1927 — Человек из ресторана (СССР) автор сценария совм. с О. Леонидовым
- 1928 — Белый орёл (СССР) автор сценария совм. с О. Леонидовым, Я. Уриновым
- 1929 — Чины и люди (к/а) (СССР) автор сценария совм. с О. Леонидовым
- 1930 — Праздник святого Йоргена (СССР) автор сценария совм. с В. Швейцером (согласно официальным выходным данным. В действительности сценарий написан С. Д. Кржижановским)
- 1931 — Томми (СССР) автор сценария
- 1932 — Две встречи (СССР) автор сценария совм. с Я. Уриновым
- 1934 — Марионетки (СССР) автор сценария совм. с В. Швейцером
- 1936 — Бесприданница (СССР) автор сценария совм. с В. Швейцером

### Актёрские работы
- 1909 — Смерть Иоанна Грозного — Гарабурда
- 1911 — Песнь о вещем Олеге
- 1911 — Рогнеда — князь Рогволод
- 1925 — Шахматная горячка — аптекарь
- 1927 — Человек из ресторана